# Qumlaq (Oğuz)
Qumlaq è un comune dell'Azerbaigian situato nel distretto di Oğuz. Conta una popolazione di 1 480 abitanti.